# World Series Formule V8 3.5 2017
Het World Series Formule V8 3.5-seizoen 2017 was het twintigste World Series Formule V8 3.5-seizoen en het eerste onder deze naam, na het vorige seizoen onder de naam Formule V8 3.5 te hebben gereden. Het seizoen bestaat uit 18 races, verdeeld over 9 ronden. Voor het eerst werden zes van de negen ronden in het voorprogramma van het FIA World Endurance Championship gehouden. Als resultaat hiervan werden er voor het eerst sinds 2002 races buiten Europa gehouden. Regerend kampioen Tom Dillmann verdedigde zijn titel niet.
Pietro Fittipaldi werd met een tweede plaats in de eerste race in Bahrein gekroond tot kampioen. Voorafgaand aan het laatste raceweekend in Bahrein werd bekend dat het kampioenschap in 2018 niet gehouden zou worden en dat 2017 het laatste seizoen zou zijn.

## Teams en coureurs
| Team                  | No. | Coureur                 | Ronden |
| --------------------- | --- | ----------------------- | ------ |
| Lotus                 | 3   | René Binder             | Alle   |
| Lotus                 | 4   | Pietro Fittipaldi       | Alle   |
| SMP Racing with AVF   | 5   | Egor Orudzhev           | 1-8    |
| SMP Racing with AVF   | 5   | Konstantin Tereshchenko | 9      |
| SMP Racing with AVF   | 6   | Matevos Isaakyan        | Alle   |
| Fortec Motorsports    | 7   | Alfonso Celis Jr.       | Alle   |
| Fortec Motorsports    | 8   | Diego Menchaca          | Alle   |
| Teo Martín Motorsport | 9   | Konstantin Tereshchenko | 1-8    |
| Teo Martín Motorsport | 10  | Nelson Mason            | 1-5    |
| Teo Martín Motorsport | 10  | Alex Palou              | 6-8    |
| RP Motorsport         | 11  | Roy Nissany             | Alle   |
| RP Motorsport         | 12  | Yu Kanamaru             | Alle   |
| RP Motorsport         | 21  | Damiano Fioravanti      | 2-6    |
| RP Motorsport         | 21  | Tatiana Calderón        | 9      |
| Il Barone Rampante    | 15  | Giuseppe Cipriani       | 1-8    |
| Il Barone Rampante    | 16  | Damiano Fioravanti      | 1      |
| AVF                   | 17  | Henrique Chaves         | 9      |

### Veranderingen bij de coureurs
Van team veranderd
- Alfonso Celis Jr.: AVF → Fortec Motorsports
- Giuseppe Cipriani: Durango Racing Team → Il Barone Rampante
- Pietro Fittipaldi: Fortec Motorsports → Lotus
- Matevos Isaakyan: SMP Racing → SMP Racing with AVF
- Yu Kanamaru: Teo Martín Motorsport → RP Motorsport
- Roy Nissany: Lotus → RP Motorsport
- Egor Orudzhev: Arden Motorsport → SMP Racing with AVF

Nieuw/teruggekeerd in de World Series Formule V8 3.5
- Damiano Fioravanti: Euroformula Open (RP Motorsport) → Il Barone Rampante
- Nelson Mason: sabbatical → Teo Martín Motorsport
- Diego Menchaca: Euroformula Open (Campos Racing) → Fortec Motorsports
- Konstantin Tereshchenko: GP3 Series (Campos Racing) → Teo Martín Motorsport

Uit de World Series Formule V8 3.5
- Jack Aitken: RP Motorsport → GP3 Series (ART Grand Prix)
- Vitor Baptista: RP Motorsport → Braziliaanse Formule 3-kampioenschap (Full Time)
- Marco Bonanomi: RP Motorsport → ?
- William Buller: RP Motorsport → ?
- Johnny Cecotto jr.: RP Motorsport → Formule 2 (Rapax)
- Louis Delétraz: Fortec Motorsports → Formule 2 (Racing Engineering)
- Tom Dillmann: AVF → Formule E (Venturi Formula E Team)
- Artur Janosz: RP Motorsport → Lamborghini Super Trofeo Asia (Lazarus)
- Aurélien Panis: Arden Motorsport → WTCC (Zengő Motorsport)
- Thomas Randle: Comtec Racing → Touring Car Masters (Skye Sands)
- Matthieu Vaxivière: SMP Racing → FIA World Endurance Championship (TDS Racing)
- Beitske Visser: Teo Martín Motorsport → ?

Tijdens het seizoen
- Damiano Fioravanti stapte voorafgaand aan het tweede raceweekend op Spa-Francorchamps over van Barone Rampante naar RP Motorsport.
- Alex Palou verving Nelson Mason bij het team Teo Martín Motorsport vanaf het raceweekend op de Nürburgring.
- Egor Orudzhev moest het laatste raceweekend op het Bahrain International Circuit overslaan vanwege ziekte. Hij werd bij zijn team SMP Racing with AVF vervangen door zijn landgenoot Konstantin Tereshchenko.
- Tatiana Calderón en Henrique Chaves kwamen in het laatste raceweekend in Bahrein uit in de derde auto van respectievelijk RP Motorsport en AVF.

### Veranderingen bij de teams
- Het Durango Racing Team is overgenomen door coureur Giuseppe Cipriani en gaat verder onder de naam Barone Rampante.

## Races
- Op 7 november 2016 werd de World Series Formule V8 3.5-kalender van 2017 bekend.
- De ronden op de Nürburgring, het Autódromo Hermanos Rodríguez, het Circuit of the Americas en het Bahrain International Circuit zijn nieuw, terwijl de ronden op de Hungaroring, het Circuit Paul Ricard, de Red Bull Ring en het Circuit de Barcelona-Catalunya zijn geschrapt.
- De ronden op Spa-Francorchamps, het Circuit of the Americas en het Bahrain International Circuit worden gehouden op vrijdag en zaterdag, in plaats van de gebruikelijke zaterdag en zondag.
- De kalender telt 18 races.

| Ronde | Ronde | Circuit                       | Datum        | Pole Position     | Snelste ronde     | Winnend coureur   | Winnend team          |
| ----- | ----- | ----------------------------- | ------------ | ----------------- | ----------------- | ----------------- | --------------------- |
| 1     | R1    | Silverstone                   | 15 april     | Pietro Fittipaldi | Alfonso Celis Jr. | Pietro Fittipaldi | Lotus                 |
| 1     | R2    | Silverstone                   | 16 april     | Pietro Fittipaldi | Nelson Mason      | Pietro Fittipaldi | Lotus                 |
| 2     | R1    | Spa-Francorchamps             | 5 mei        | Alfonso Celis Jr. | Roy Nissany       | Alfonso Celis Jr. | Fortec Motorsports    |
| 2     | R2    | Spa-Francorchamps             | 6 mei        | Pietro Fittipaldi | Matevos Isaakyan  | Matevos Isaakyan  | SMP Racing with AVF   |
| 3     | R1    | Autodromo Nazionale Monza     | 14 mei       | Pietro Fittipaldi | Pietro Fittipaldi | René Binder       | Lotus                 |
| 3     | R2    | Autodromo Nazionale Monza     | 15 mei       | Pietro Fittipaldi | Roy Nissany       | René Binder       | Lotus                 |
| 4     | R1    | Circuito Permanente de Jerez  | 27 mei       | Egor Orudzhev     | Egor Orudzhev     | Roy Nissany       | RP Motorsport         |
| 4     | R2    | Circuito Permanente de Jerez  | 28 mei       | Pietro Fittipaldi | Pietro Fittipaldi | Pietro Fittipaldi | Lotus                 |
| 5     | R1    | Motorland Aragón              | 24 juni      | Pietro Fittipaldi | Egor Orudzhev     | Egor Orudzhev     | SMP Racing with AVF   |
| 5     | R2    | Motorland Aragón              | 25 juni      | Pietro Fittipaldi | Alfonso Celis Jr. | Pietro Fittipaldi | Lotus                 |
| 6     | R1    | Nürburgring                   | 15 juli      | Alex Palou        | Matevos Isaakyan  | Matevos Isaakyan  | SMP Racing with AVF   |
| 6     | R2    | Nürburgring                   | 16 juli      | Alex Palou        | Alex Palou        | Alex Palou        | Teo Martín Motorsport |
| 7     | R1    | Autódromo Hermanos Rodríguez  | 2 september  | Pietro Fittipaldi | Matevos Isaakyan  | Pietro Fittipaldi | Lotus                 |
| 7     | R2    | Autódromo Hermanos Rodríguez  | 3 september  | Pietro Fittipaldi | Matevos Isaakyan  | Pietro Fittipaldi | Lotus                 |
| 8     | R1    | Circuit of the Americas       | 15 september | René Binder       | René Binder       | René Binder       | Lotus                 |
| 8     | R2    | Circuit of the Americas       | 16 september | Alex Palou        | René Binder       | Egor Orudzhev     | SMP Racing with AVF   |
| 9     | R1    | Bahrain International Circuit | 17 november  | Matevos Isaakyan  | Henrique Chaves   | Henrique Chaves   | AVF                   |
| 9     | R2    | Bahrain International Circuit | 18 november  | René Binder       | Yu Kanamaru       | René Binder       | Lotus                 |

## Kampioenschap

### Coureurs
| Pos | Coureur                 | SIL | SIL | SPA | SPA | MNZ | MNZ | JER | JER | ARA | ARA | NUR | NUR | MEX | MEX | COA | COA | BHR | BHR | Punten |
| --- | ----------------------- | --- | --- | --- | --- | --- | --- | --- | --- | --- | --- | --- | --- | --- | --- | --- | --- | --- | --- | ------ |
| 1   | Pietro Fittipaldi       | 1   | 1   | 8   | 6   | 10  | 4   | 2   | 1   | DNF | 1   | 7   | 6   | 1   | 1   | 3   | DNF | 2   | 2   | 259    |
| 2   | Matevos Isaakyan        | 4   | DNF | DNF | 1   | 3   | 5   | 3   | 3   | 2   | 5   | 1   | 2   | 2   | 4   | 4   | 6   | NC  | 9   | 215    |
| 3   | Alfonso Celis Jr.       | 3   | 6   | 1   | 3   | 4   | DNF | 6   | 4   | 3   | 2   | 2   | 8   | 5   | 2   | 8   | 5   | 6   | 8   | 204    |
| 4   | René Binder             | 5   | 4   | 6   | 2   | 1   | 1   | 4   | 5   | 5   | DNF | 6   | 9   | 6   | DNF | 1   | 10  | 9   | 1   | 201    |
| 5   | Roy Nissany             | DNF | 3   | 2   | 4   | 2   | 2   | 1   | DNF | 4   | 6   | 4   | 5   | 9   | 8   | 6   | 4   | 3   | 4   | 201    |
| 6   | Egor Orudzhev           | 2   | 2   | 3   | 7   | 5   | DNF | DNF | 2   | 1   | 3   | 3   | 3   | DNF | DNF | 2   | 1   |     |     | 198    |
| 7   | Yu Kanamaru             | 10  | DNF | 5   | 8   | DNF | 3   | 7   | 10  | 7   | 4   | 5   | 7   | 7   | 7   | 7   | 7   | 4   | 6   | 115    |
| 8   | Konstantin Tereshchenko | 8   | 5   | 10  | 11  | 8   | 7   | 8   | 7   | 6   | DNF | 9   | 4   | 4   | 3   | DNF | 8   | 7   | DNF | 94     |
| 9   | Diego Menchaca          | 9   | 7   | 4   | 5   | 7   | DNS | 9   | 9   | 9   | 7   | 8   | 10  | 8   | 5   | 9   | 3   | 8   | 7   | 94     |
| 10  | Alex Palou              |     |     |     |     |     |     |     |     |     |     | 11  | 1   | 3   | DNF | 5   | 2   |     |     | 68     |
| 11  | Nelson Mason            | 7   | DNF | 9   | 9   | 6   | 6   | 5   | 8   | DNS | 9   |     |     |     |     |     |     |     |     | 42     |
| 12  | Damiano Fioravanti      | 6   | 8   | 7   | 10  | DNF | DNF | DNF | 6   | 8   | 8   | 10  | DNF |     |     |     |     |     |     | 36     |
| 13  | Henrique Chaves         |     |     |     |     |     |     |     |     |     |     |     |     |     |     |     |     | 1   | 5   | 35     |
| 14  | Tatiana Calderón        |     |     |     |     |     |     |     |     |     |     |     |     |     |     |     |     | 5   | 3   | 25     |
| 15  | Giuseppe Cipriani       | 11  | 9   | DNF | 12  | 9   | 8   | 10  | DNF | 10  | 10  | 12  | DNF | 10  | 6   | DNF | 9   |     |     | 21     |
| Pos | Coureur                 | SIL | SIL | SPA | SPA | MNZ | MNZ | JER | JER | ARA | ARA | NUR | NUR | MEX | MEX | COA | COA | BHR | BHR | Punten |

### Teams
| Pos | Team                  | SIL | SIL | SPA | SPA | MNZ | MNZ | JER | JER | ARA | ARA | NUR | NUR | MEX | MEX | COA | COA | BHR | BHR | Punten |
| --- | --------------------- | --- | --- | --- | --- | --- | --- | --- | --- | --- | --- | --- | --- | --- | --- | --- | --- | --- | --- | ------ |
| 1   | Lotus                 | 1   | 1   | 6   | 2   | 1   | 1   | 2   | 1   | 5   | 1   | 6   | 6   | 1   | 1   | 1   | 10  | 2   | 1   | 460    |
| 1   | Lotus                 | 5   | 4   | 8   | 6   | 10  | 4   | 4   | 4   | DNF | DNF | 7   | 9   | 6   | DNF | 3   | DNF | 9   | 2   | 460    |
| 2   | SMP Racing with AVF   | 2   | 2   | 3   | 1   | 3   | 5   | 3   | 2   | 1   | 3   | 1   | 2   | 2   | 4   | 2   | 1   | 7   | 9   | 419    |
| 2   | SMP Racing with AVF   | 4   | DNF | DNF | 7   | 5   | DNF | DNF | 3   | 2   | 5   | 3   | 3   | DNF | DNF | 4   | 6   | NC  | DNF | 419    |
| 3   | RP Motorsport         | 10  | 3   | 2   | 4   | 2   | 2   | 1   | 6   | 4   | 4   | 4   | 5   | 7   | 7   | 6   | 4   | 3   | 3   | 313    |
| 3   | RP Motorsport         | DNF | DNF | 5   | 8   | DNF | 3   | 7   | 10  | 7   | 6   | 5   | 7   | 9   | 8   | 7   | 7   | 4   | 4   | 313    |
| 4   | Fortec Motorsports    | 3   | 6   | 1   | 3   | 4   | DNF | 6   | 4   | 3   | 2   | 2   | 8   | 5   | 2   | 8   | 3   | 6   | 7   | 305    |
| 4   | Fortec Motorsports    | 9   | 7   | 4   | 5   | DNF | DNS | 9   | 9   | 9   | 7   | 8   | 10  | 8   | 5   | 9   | 5   | 8   | 8   | 305    |
| 5   | Teo Martín Motorsport | 7   | 5   | 9   | 9   | 6   | 6   | 5   | 7   | 6   | 9   | 9   | 1   | 3   | 3   | 5   | 2   |     |     | 198    |
| 5   | Teo Martín Motorsport | 8   | DNF | 10  | 11  | 8   | 7   | 8   | 8   | DNS | DNF | 11  | 4   | 4   | DNF | DNF | 8   |     |     | 198    |
| 6   | AVF                   |     |     |     |     |     |     |     |     |     |     |     |     |     |     |     |     | 1   | 5   | 35     |
| 7   | Il Barone Rampante    | 6   | 8   | DNF | 12  | 9   | 8   | 10  | DNF | 10  | 10  | 12  | DNF | 10  | 6   | DNF | 9   |     |     | 33     |
| 7   | Il Barone Rampante    | 11  | 9   |     |     |     |     |     |     |     |     |     |     |     |     |     |     |     |     | 33     |
| Pos | Team                  | SIL | SIL | SPA | SPA | MNZ | MNZ | JER | JER | ARA | ARA | NUR | NUR | MEX | MEX | COA | COA | BHR | BHR | Punten |

- Coureurs vertrekkend van pole-position zijn vetgedrukt.
- Coureurs met de snelste raceronde in cursief.

1998 · 1999 · 2000 · 2001 · 2002 · 2003 · 2004 · 2005 · 2006 · 2007 · 2008 · 2009 · 2010 · 2011 · 2012 · 2013 · 2014 · 2015 · 2016 · 2017
Lijst van coureurs